# Aglossorrhyncha fruticicola
Aglossorrhyncha fruticicola là một loài thực vật có hoa trong họ Lan. Loài này được J.J.Sm. mô tả khoa học đầu tiên năm 1913.